# Пятеро (группа)
«Пятеро» (часто стилизуется как «ПЯТЕRО», ранее группа «Бродвей») — российская вокальная группа из Москвы, созданная в 2009 году выпускниками Академии хорового искусства им. В. С. Попова. Коллектив известен многоголосым исполнением академических, джазовых, популярных и народных произведений, романсов, а также как «акапельный оркестр», в котором звуки различных музыкальных инструментов имитируются голосами исполнителей. Группа — лауреат международных конкурсов, участник фестивалей в России и за её пределами.

## История и деятельность группы
Согласно данным первого официального сайта коллектива, группа появилась в 2009 году и носила название «Бродвей». Коллектив был создан в Москве выпускниками Академии им. В. С. Попова, которые до этого вместе учились в Московском хоровом училище им. А. В. Свешникова.
Первый состав коллектива был образован четырьмя участниками: Иванов Антон (тенор), Киселёв Павел (баритон) и Карзанов Данила (бас), в 2010 году к коллективу присоединился Дмитрий Драницын (тенор). Со временем состав коллектива менялся. В 2012 году в группе появился новый участник Владислав Албанов(тенор, битбокс), тогда же Дмитрия Драницына сменил Евгений Сапелов (тенор, битбокс). В 2017 году вместо Данилы Карзанова, ставшего участником группы Kvatro, пришёл Евгений Гаранин (универсальный голос). С 2016 года коллектив сменил название на «ПЯТЕRО», впервые выступив под ним в эфире телеканала Life 78.
С момента своего появления группа опирается на такую концепцию исполнения, в которой каждый из участников является солистом. Коллектив выступает а капелла, а также с академическим, джазовым и эстрадным аккомпанементом. Группа считает своими творческими ориентирами такие коллективы, как Naturally7, Take6. Участники неоднократно утверждали, что никогда не используют на выступлениях фонограммы и луперы.
Группа участвует в коллаборациях с известными российскими артистами на федеральных каналах, в частности с Тамарой Гвердцители, Львом Лещенко, Ренатом Ибрагимовым, Екатериной Гусевой, Денисом Майдановым и др. С декабря 2017 года коллектив запустил проект «Стихи с Пятеро», где известные актёры и эстрадные исполнители читают стихи под вокальный аккомпанемент коллектива, в проекте приняли участие Алиса Гребенщикова, Антон Макарский, Марк Тишман, Екатерина Гусева. В 2019 году коллектив выпустил первый студийный альбом «Родина моя, моя Россия» на CD, с обложкой выполненной в стилистике Олимпиады 1980 года.
В 2021 году группа выпустила второй студийный альбом «Волшебство рядом», в который вошли новогодние авторские произведения коллектива.
В сентябре 2022 года группа «ПЯТЕRО» выпустила сингл и клип на песню «Люди».
В начале 2023 года группа «ПЯТЕRО» выпустила сингл «Перезимуем». Весной 2023 года вышел дуэт с Александром Добронравовым — песня «Мир принадлежит молодым» на стихи Михаила Танича. В мае 2023 года вышел сингл «Сердцеедка». В июне 2023 года группа выпустила песню «Сильнее», в записи которой приняли участие Варвара, Мариам Мерабова и Александр Добронравов. В конце 2023 года группа выпустила третий студийный альбом, в который вошли главные авторские песни коллектива за последние годы. Альбом получил название «Альбом #1».
В марте 2024 года группа  «ПЯТЕRО» выпустила сингл и клип на песню «Путь к себе». Клип вошел в ротацию на радио и тв каналах. В 2024 году группа «ПЯТЕRО» так же выпустила два дуэта: песня "Колокольный звон" с Александр Добронравов (музыка А. Добронравов, сл. Ю. Трутень) и песня "Ангелы" с Шифрин, Ефим Залманович (сл. и муз. П. Киселев).

## Состав
В состав «ПЯТЕRО» входят:
- Евгений Сапелов (тенор, битбокс);
- Евгений Гаранин (бас);
- Даниил Борудкин (эстрадный вокал);
- Антон Иванов (тенор, конферанс);
- Павел Киселев (баритон).

## Участие в фестивалях и победы в конкурсах
Награды:
- 1-я премия Международного конкурса «CITRUS VOICES» в Санкт-Петербурге (2014 г.)[1];
- 3-я премия Международного конкурса «Terem crossover competition» в Санкт-Петербурге (2014 г.)[8];
- Приз зрительских симпатий на Международном вокальном конкурсе «Московская весна A Cappella» (2017)[6];
- 3-е место на Международном вокальном конкурсе «Московская весна A Cappella» в 2018-м и 2019-м годах[5][36];
- Приз зрительских симпатий конкурса Романсиада[7].

Участие в фестивалях:
- Славянский базар — 2017 в Витебске[37];
- Золотое кольцо романса в Кремле[38];
- Масленица — 2016 в Лондоне[39];
- «Путешествие в Рождество»;
- «Московская весна»[3];
- Славянский базар — 2023 в Витебске.